# Паффендорф (замок)
Паффендорф (нем. Schloss Paffendorf) — старинный замок в городе Бергхайм, в районе Рейн-Эрфт, в федеральной земле Северный Рейн-Вестфалия, Германия. Является одной из главных достопримечательностей региона. С 1976 года и по настоящее время комплекс используется компанией RWE Power как центр обучения и место проведения семинаров, важных корпоративных мероприятий и встреч. Также внутри расположен музей. По своему типу комплекс относиться к замкам на воде.

## История

### Ранний период
Имение Паффендорф как самостоятельная территориально-административная единица впервые упоминается в документах 1230 года. Владельцем ранних сооружений на месте нынешнего замка была дворянская семья фон Роде.

### После XVI века
После 1516 года единственной наследницей поместья оказалась Мария Машерель фон Роде, дочь Винанда Машереля фон Роде, лорда замка Вийнандсраде (в общине Нут в провинции Лимбург). В 1531 году она передала всю собственность в качестве приданого своему супругу Вильгельму фон дем Бонгарту, лорду замка Бергерхаузен. Тесть также подарил зятю и Вийнандсраде. Этот замок оставался во владении баронов фон дем Бонгарт до 1916 года. Имение Паффендорф также являлся одной из резиденций семьи на протяжении более 400 лет. Сам замок стал основным местом постоянного проживания представителей рода только в начале XIX века.

### XIX век

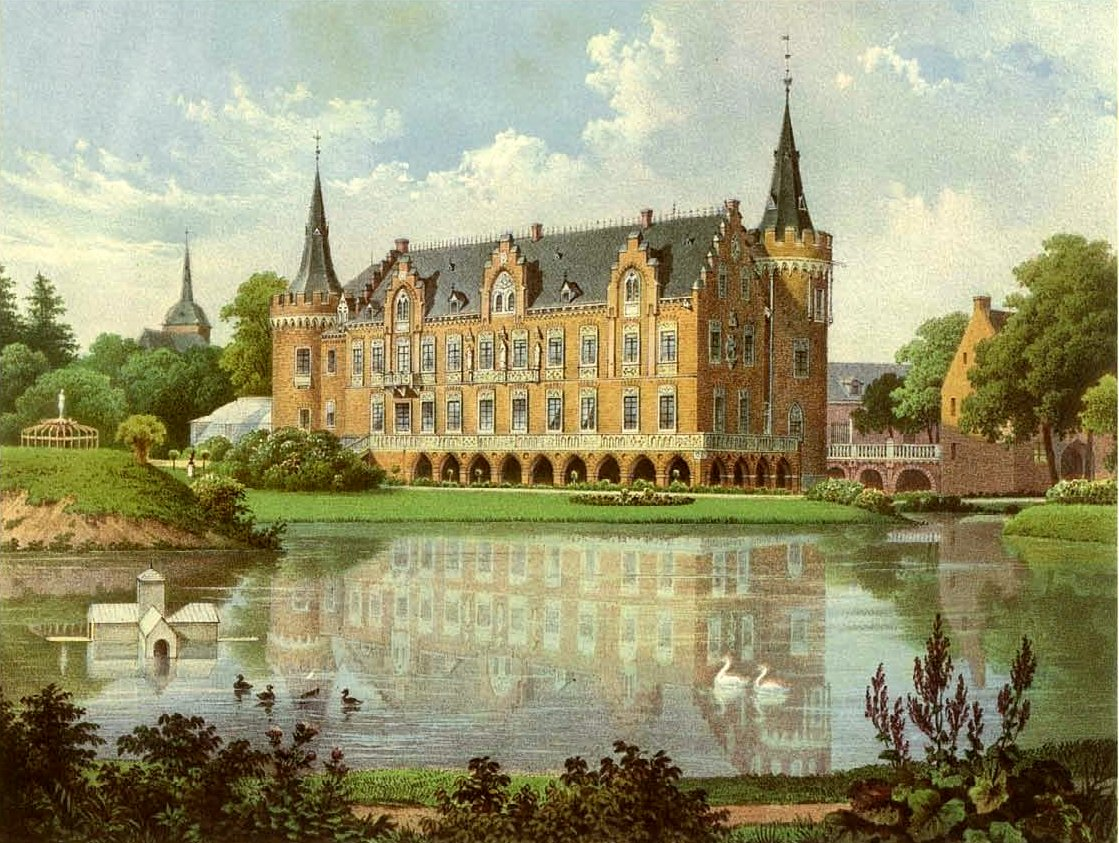
Замок на картине XIX века

В 1818 году бароны фон Бонгарт купили у графов графа фон Гольштейн имение Курмен, расположенную к северу от своего замка. Вскоре после этого расположенный там усадебный дом оказался фактически заброшен. Само поместье Курмен впервые упоминалось ещё в 1196 году. Долгое время оно принадлежало семье фон Харф. Когда-то там находился замок типа Мотт и бейли, окружённый валами и рвами. Позднее сооружение неоднократно перестраивалось, превратившись в замок Харф (снесён в 1972 году). На участке рядом со старым еврейским кладбищем Фрайдорф сегодня можно увидеть лишь отдельные фрагменты от старинных зданий.
С 1861 по 1865 год замок был радикально перестроен. Инициатором реконструкции стал Людвиг фон дем Бонгарт. Автором проекта оказался кёльнский архитектор Август Карл Ланге. Замок обрёл черты неоготического стиля, который в те времена стал необыкновенно популярен. Фасады украсили декоративные башенки, зубчатые стены, балюстрады и балконы.

### XX век
Последняя хозяйка комплекса, Мариэтта Фрайфрау фон дем Бонгарт, продала замок и окружающие его земли в 1958 году. Новым собственником стали владельцы карьера Фортуна-Гарсдорф, которые желали в то время расширить границы производственной территории за счёт замкового парка. А через 18 лет Паффендорф перешёл во владение компании RWE Power.

## Описание

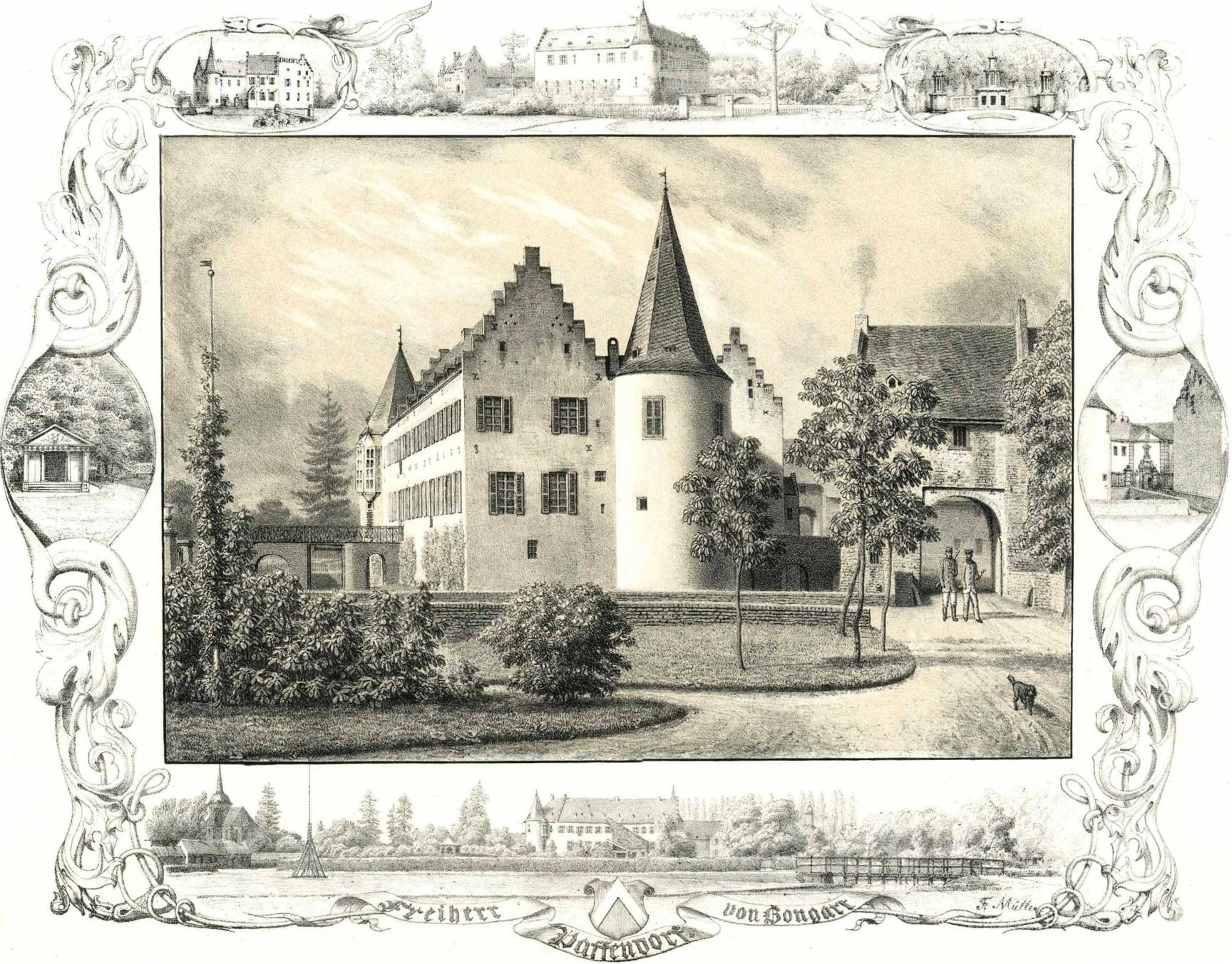
Замок на картине 1830 года

Современное главное здание в стиле ренессанс было возведено между 1531 и 1546 годами по приказу Вильгельма фон дем Бонгарда. Основным строительным материалом стал кирпич. От предыдущего сооружения остался только фундамент. 
Комплекс состоит из двух частей и окружён широким рвом. Через специальные каналы он заполнялся водой из реки Эрфт. Попасть внутрь можно было только по двум подъёмным мостам, которые вели в форбург, а оттуда и основной замок. Позднее рвы вокруг форбурга были засыпаны, а к главному зданию построили каменный мост с восточной стороны. Парадные ворота, а также главный фасад, обращены в сторону парка.
Просторный форбург представлял собою целый ряд хозяйственных построек, складов и конюшен. Настенные анкеры с датами 1745 и 1753 годов указывают время, когда эта часть замка после реконструкции приобрела современный вид.

## Парк
Замковый парк занимает площадь 7,5 гектара. В нём сохранилось много старых деревьев, чей возраст насчитывает сотни лет. В парке проложены пешеходные дорожки для прогулок. В 2004 году парк был включён в Маршрут садового искусства между Рейном и Маасом.

## Музей
В замке есть постоянная экспозиция на тему «Рейнский бурый уголь». Музейные помещения находятся на первом этаже главного здания. Предусмотрены залы для временных выставок. Специальная лесная тропа в парке знакомит посетителей с флорой третичного периода.

## Галерея

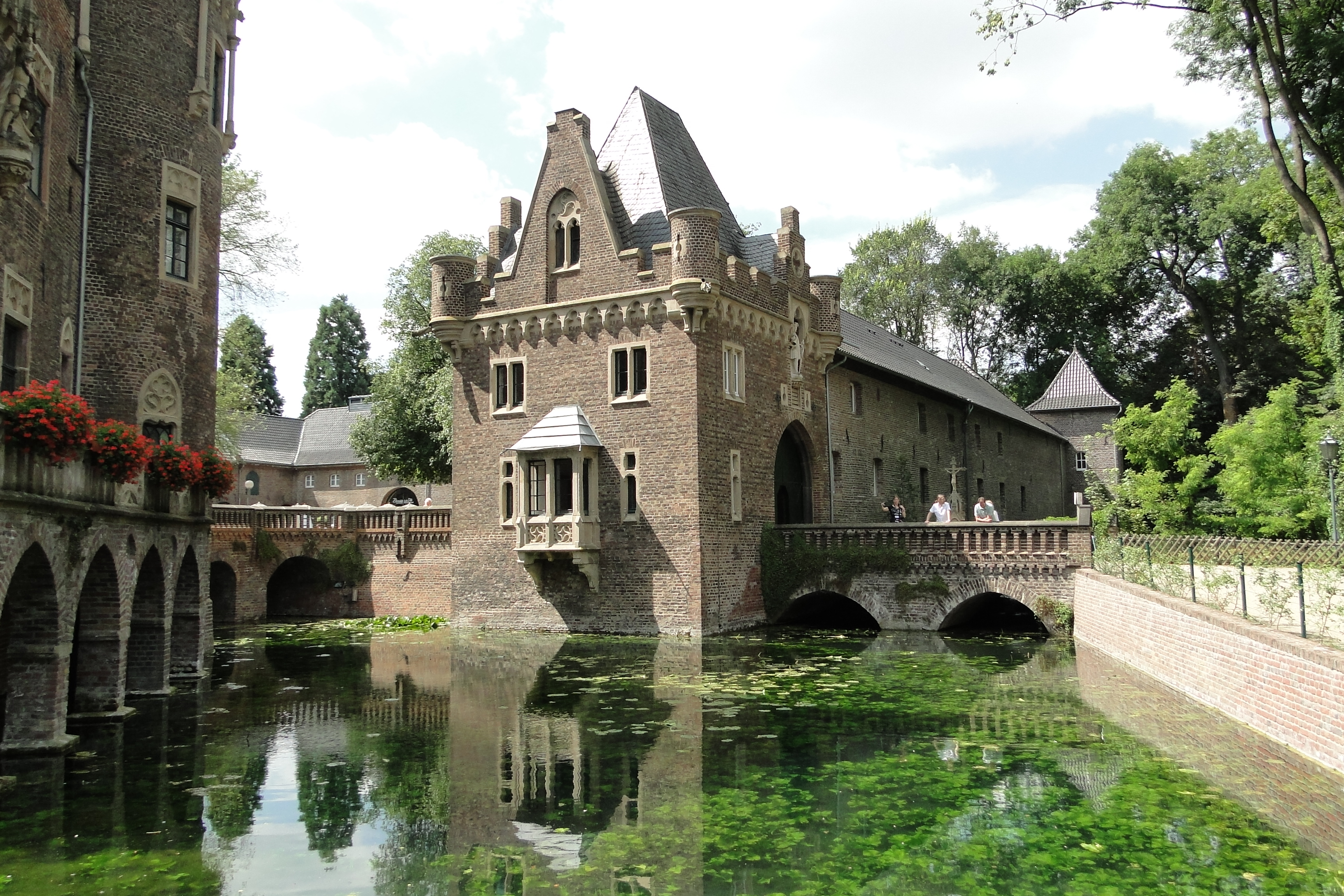
Мост, ведущий в замок и торхаус
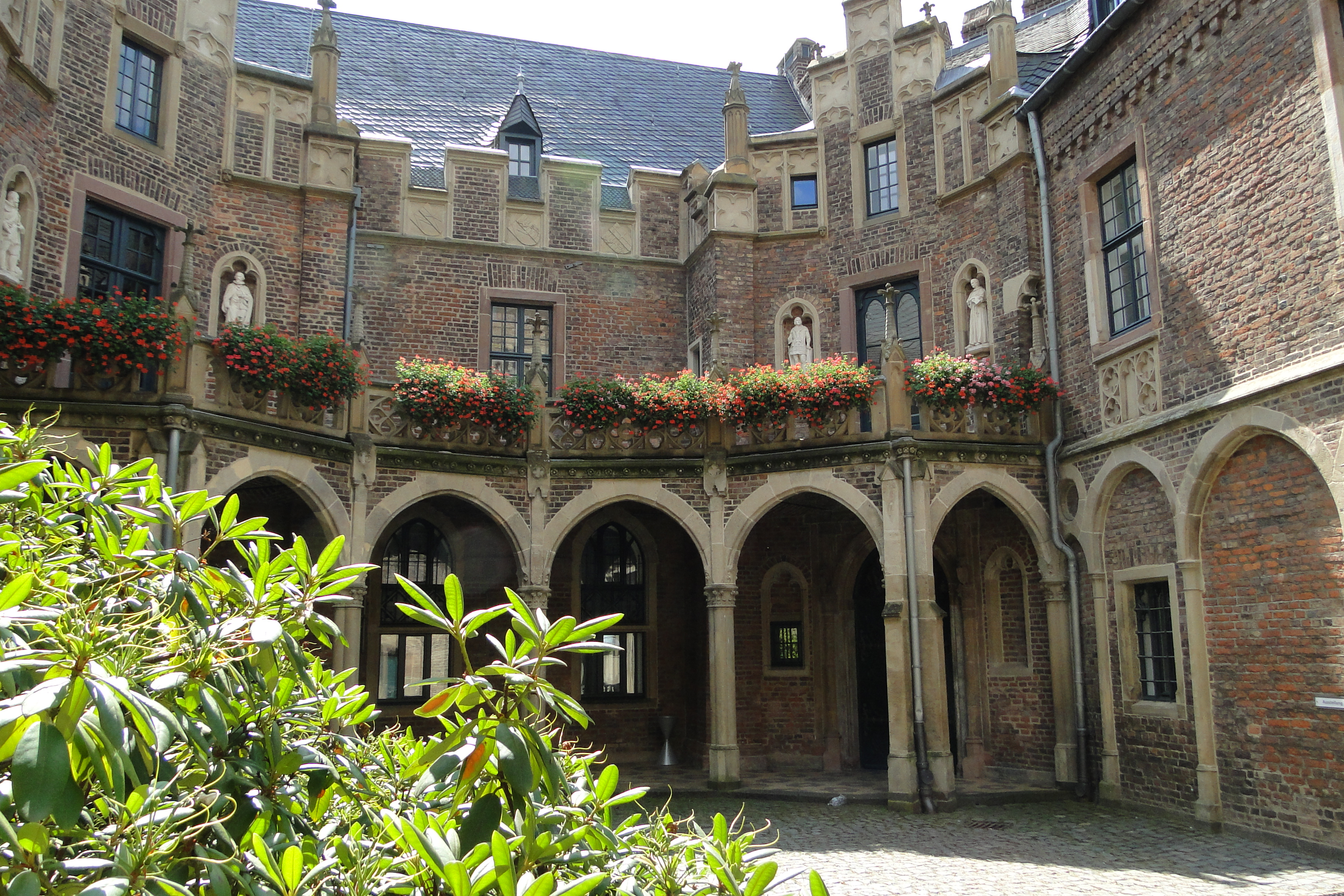
Внутренний двор замка
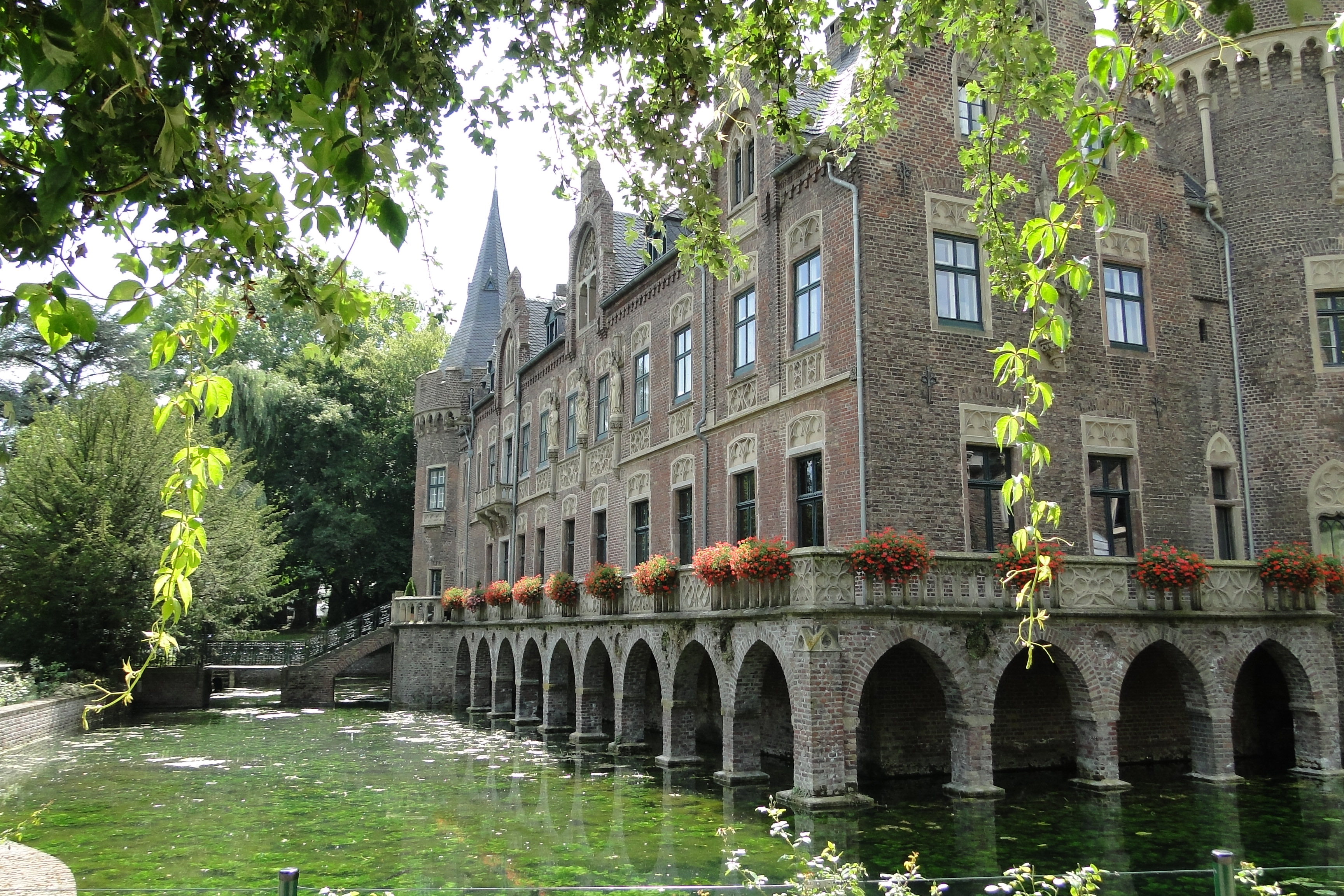
Восточный фасад
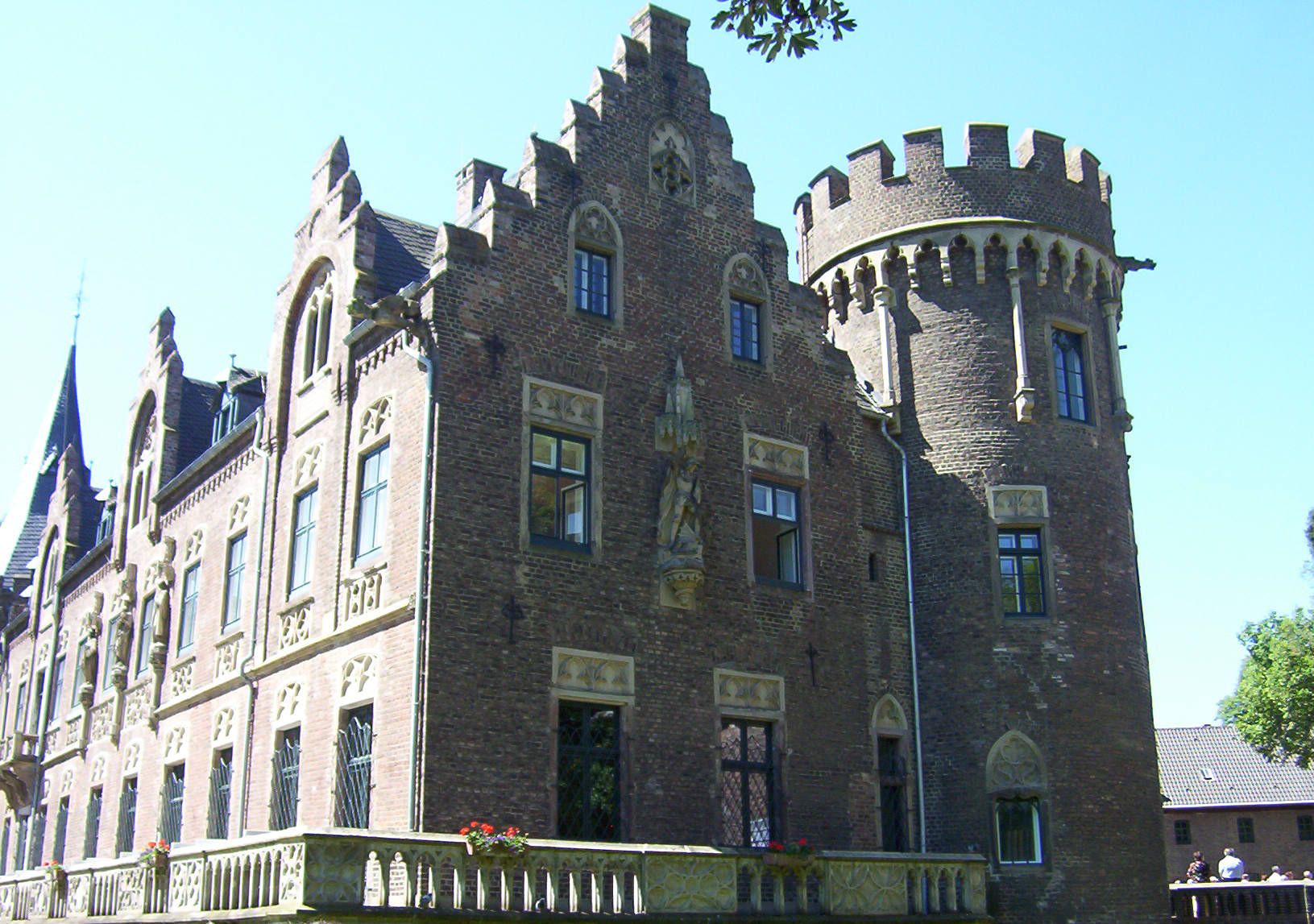
Вид замка с севера
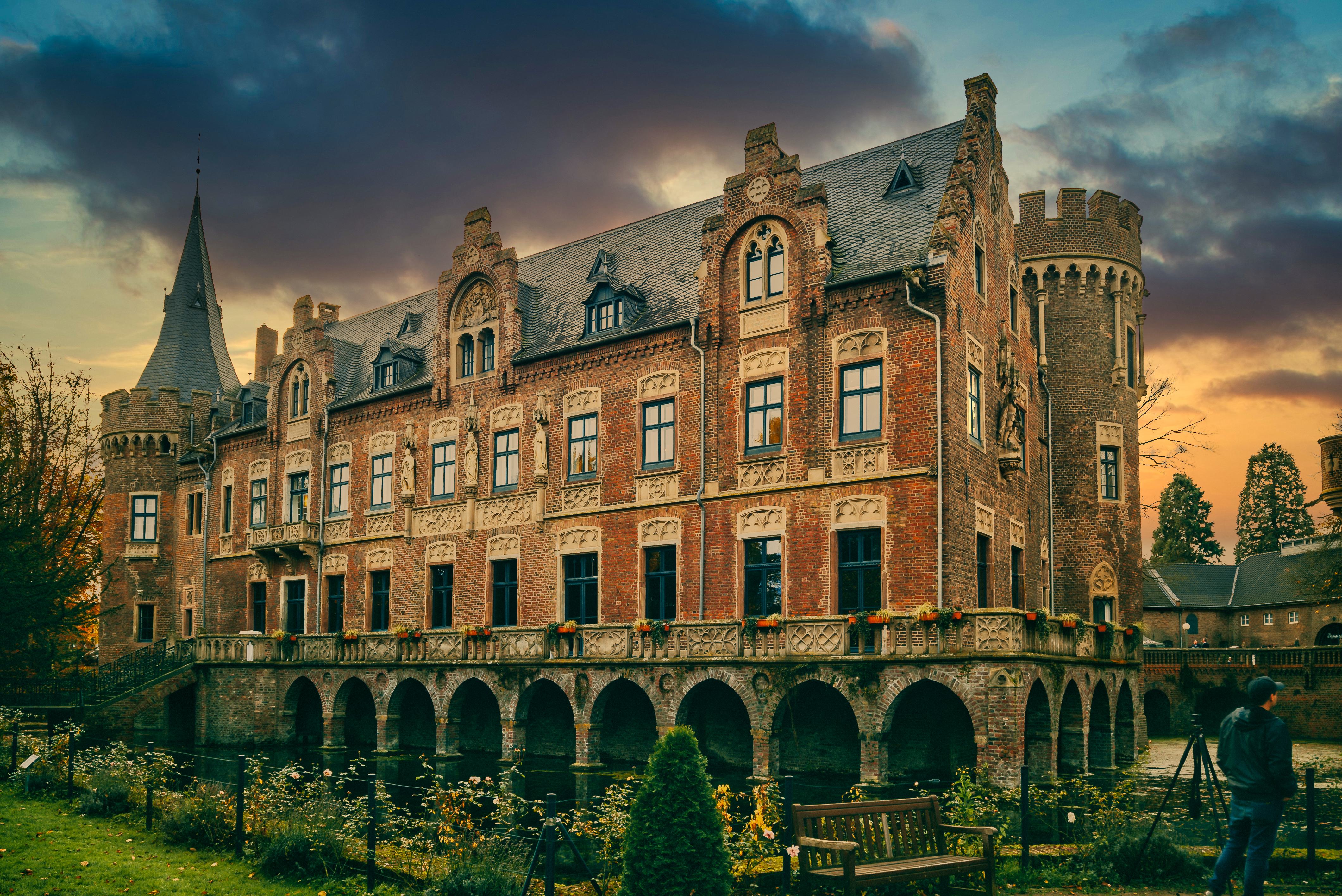
Замок в вечерних сумерках